# Faustin-Archange Touadéra
Faustin-Archange Touadéra (Bangui, 21 aprile 1957) è un politico centrafricano, Presidente della Repubblica Centrafricana dal 2016; in precedenza era stato Primo ministro dal gennaio 2008 al gennaio 2013.
Dopo aver studiato alle università di Bangui e di Abidjan, ha ottenuto due dottorati di ricerca in matematica, uno all'Università di Lilla, l'altro all'Università di Yaoundé. Dal 1989 al 1992 è stato vicepreside della facoltà di scienze dell'Università di Bangui; nel 2004 è diventato vicedirettore della stessa.
Il 22 gennaio 2008 è stato nominato primo ministro dal presidente François Bozizé dopo le dimissioni del governo di Élie Doté. Dopo un anno, il 18 gennaio 2009, Bozizé ha sciolto il governo di Touadéra in vista della formazione di un nuovo governo di unità nazionale, ma il giorno seguente ha affidato un nuovo incarico a Touadéra che ha formato un nuovo esecutivo, nel quale solo 10 ministri del precedente governo hanno mantenuto il proprio posto.